# Zhou Liwang
Zhou Liwang was van 877 v.Chr. tot 841 v.Chr. koning van de Chinese Westelijke Zhou-dynastie. 
De uitbuiting van stedelingen (“guo ren”) die voorheen aanzienlijke vrijheden gewend waren geweest, lokte oppositie tegen zijn bewind  uit. Tegen het advies van zijn ministers zette hij zijn beleid voort en verbood enige openbare discussie over zijn handelen. Na drie jaar tirannie vielen opstandelingen het koninklijk paleis aan en dwongen hem te vluchten. Hij stierf in 828 v.Chr. In Zhi (in de huidige provincie Shanxi), nog steeds op de vlucht.